# Psammotettix mongolicus
Psammotettix mongolicus är en insektsart som beskrevs av Dlabola 1967. Psammotettix mongolicus ingår i släktet Psammotettix och familjen dvärgstritar. Inga underarter finns listade i Catalogue of Life.